# Ramsey Angela
Ramsey Angela (Roterdã, 6 de novembro de 1999) é um atleta neerlandês, medalhista olímpico.

## Carreira
Nos Jogos Olímpicos de Verão de 2020, conquistou a medalha de prata na prova de revezamento 4x400 metros masculino com o tempo de 2:57.18 minutos, ao lado de Liemarvin Bonevacia, Terrence Agard, Tony van Diepen e Jochem Dobber. Na temporada de 2021, no Campeonato Europeu de Pista Coberta, ganhou a medalha de ouro no revezamento 4x400m masculino, novamente com os seus compatriotas Bonevacia, Dobber e Van Diepen.

## Vida pessoal
Ele é abertamente gay.